# Liste der Adelsgeschlechter namens Berg
Liste der Adelsgeschlechter namens Berg:
- Berg genannt Schrimpf
- Berg (bergisches Grafengeschlecht)
- Berg (brandenburgisches Adelsgeschlecht)
- Berg (estländisches Adelsgeschlecht)
- Berg (fränkisches Adelsgeschlecht)
- Berg (livländisches Adelsgeschlecht)
- Berg (mecklenburgisches Adelsgeschlecht)
- Berg (niedersächsisches Adelsgeschlecht)
- Berg (öselsches Adelsgeschlecht)
- Berg (rheinländisches Adelsgeschlecht)
- Berg (schwäbisches Adelsgeschlecht)
- Berg (vogtländisches Adelsgeschlecht)